# 로비 킨
로버트 데이비드 "로비" 킨(영어: Robert David "Robbie" Keane, 1980년 7월 8일 ~ )은 아일랜드의 전 축구 선수이자 현 헝가리의 넴제티 버이녹샤그 I 페렌츠바로시 TC 감독으로 별명은 키노 (영어: Keano)이며 특유의 덤블링 골 세리머니로도 유명하다. 역대 아일랜드 국가대표 선수 가운데 최다 국제 A매치 출장수와 최다 득점을 기록하고 있다.

## 클럽 경력
아일랜드 더블린에서 주목 받던 로비 킨은 15세에 울버햄프턴 원더러스와 계약을 맺었다. 그는 17세의 나이로 프로 무대에 데뷔하였고, 노리치 시티를 상대로 2골을 기록하였다. 두 번째 시즌 그는 최고의 시즌을 보내는데 무려 16골을 기록하였다. 클럽과 국가대표에서의 활약으로 그는 빅 클럽들의 관심을 샀고, 울버햄프턴은 그에게 높은 가격을 제시하는 클럽에게 어쩔 수 없이 그를 넘겨주게 되었다.
1999-00 시즌이 시작 하기 몇 주 전, 로비킨은 120억의 이적료로 코번트리 시티에 입단하게 되었다. 이 기록은 잉글랜드 청소년 이적료 최고 기록이었다. 코벤트리에서 성공적인 시즌을 보내는 동안 그는 칼튼 팔머, 게리 맥칼리스터, 무스타파 하지, 유셉 치포 등과 함께 지냈다. 로비 킨은 34경기에서 12골을 기록했다. 그러나 팀은 강등 당하였다.
260억의 이적료를 기록하며 인테르나치오날레 밀라노로 이적했지만 그들 불러들인 마르첼로 리피 감독이 바로 경질 당하고 마르코 타르델리가 지휘봉을 잡은 후, 리즈 유나이티드로 임대 이적하였다. 리즈로 임대를 온 후 인상적인 활약을 펼친 로비 킨은 240억에 리즈로 완전 이적하게 되었다. 그러나 그 후엔 딱히 좋은 활약을 펼치지 못했고, 재정 위기가 닥치자 2002-03 시즌 토트넘 홋스퍼으로 이적하였다.
토트넘에서 전성기를 보낸 로비 킨은 특히 디미터르 베르바토프와 최고의 호흡을 자랑하며 소위 빅4에 대항할 전력을 보여주었다. 하지만 번번히 빅4 진입에 실패한 로비 킨은 라파엘 베니테스 감독의 부름을 받고 2008-09 시즌 리버풀로 이적하였다. 하지만 리버풀에서 최악의 활약을 펼치며 6개월 만에 토트넘으로 복귀하였다.
그는 2010년 2월 2일, 이적 마감 시한에 셀틱에 임대로 이적하였고, 임대 기간 동안 16경기에서 12골을 넣었다. 2011년 1월 30일, 웨스트 햄 유나이티드로 임대 이적하였다. 9경기에서 2골을 넣었으나 팀은 강등 당하였고, 토트넘으로 복귀하였다.
토트넘 복귀 후 레스터 시티의 임대 제안을 받았지만 거절하였고, 2011년 8월 16일, 메이저 리그 사커의 로스앤젤레스 갤럭시가 킨의 영입을 공식 발표하였다.

## 국가대표 경력
로비 킨은 1998년 3월, 17세의 나이로 체코전에서 국가 대표 데뷔를 하였다. 같은 해 10월에 몰타전에서 성인 국가 대표 첫 골을 포함하여 해트트릭을 기록하였다.
그는 2002년 FIFA 월드컵에서 3골을 기록하였다. 특히 조별 리그 예선의 독일전에서 올리버 칸을 상대로 인저리 타임에 넣은 골은 그가 기록한 가장 인상적인 골 중 하나이다. 이 골은 독일 대표팀이 결승전 이전까지 기록한 유일한 실점이었다. 아일랜드는 2002년 FIFA 월드컵에서 16강에 진출하였다.
그는 2006년부터 아일랜드 대표팀의 주장을 맡고 있다. UEFA 유로 2012에도 아일랜드 대표로 참가하였지만 팀은 3전 전패로 조별리그에서 탈락하였다.

## 수상
개인
- 2002년 FIFA 월드컵 맨 오브 더 매치 : vs. 아일랜드 (조별리그)

## 주장
1. ↑  우충원 (2011년 8월 16일). “LA 갤럭시, 로비 킨 영입 공식 발표”. OSEN.[깨진 링크(과거 내용 찾기)]

## 같이 보기
- A매치 100경기 이상 출전한 축구 선수 명단